# Notoxus areolatus
Notoxus areolatus es una especie de coleóptero de la familia Anthicidae.

## Distribución geográfica
Habita en Botsuana.